# Yesterday (chaîne de télévision)
Pour les articles homonymes, voir Yesterday (homonymie).
U&Yesterday est une chaîne de télévision thématique britannique du groupe U (ex- UKTV) consacrée à l'histoire.

## Histoire
La chaîne est lancée à l'origine le 30 octobre 2002 sous le nom d'UK History, une chaîne pour les documentaires historiques du réseau. Celles-ci se trouvaient auparavant sur la chaîne UK Horizons ; cependant, le lancement d'UK History permet à la chaîne de diffuser plus de programmes dans sa grille. La majorité de la programmation de la chaîne provient des archives des programmes de la BBC, grâce à la propriété de la chaîne par BBC Studios. Le lancement de la chaîne coïncide avec le lancement du nouveau fournisseur numérique terrestre Freeview, à la suite de l'effondrement de l'ancien fournisseur ITV Digital. Le service est inchangé jusqu'au 8 mars 2004, date à laquelle la chaîne change son nom en accord avec le reste du réseau UKTV en UKTV History.
La chaîne est disponible à plein temps sur toutes les plates-formes jusqu'au 15 octobre 2007, date à laquelle les heures sont réduites sur la plate-forme Freeview, entraînant l'arrêt de la chaîne à 18 h chaque jour. C'est le résultat du lancement de Dave, qui reprend la capacité de diffusion d'UKTV History. UKTV History reprend le créneau utilisé par l'échec d'UKTV Bright Ideas qui partageait un créneau avec Virgin1 et Babestation. L'incapacité de la chaîne à diffuser aux heures de grande écoute sur Freeview entraîne une baisse des cotes d'écoute. En novembre 2007, la chaîne a une part de 0,3 % de l'ensemble de l'écoute de la télévision, contre 0,5 % un an plus tôt. Cette restriction dure jusqu'au 1er juin 2010, date à laquelle le temps de diffusion est prolongé jusqu'à 1 h chaque jour, à la suite de la fermeture de la chaîne Virgin1 +1 sur Freeview. En conséquence, la chaîne peut désormais diffuser intégralement de 6 h à 1 h tous les jours.
Dans le cadre d'un programme à l'échelle du réseau de relance de toutes les chaînes UKTV sous des noms et des marques uniques, la chaîne est renommée Yesterday le 2 mars 2009. La nouvelle chaîne prend en charge une programmation supplémentaire comprenant des séries historiques fictives et des programmes précédemment diffusés sur UKTV Documentary concernant l'histoire naturelle des îles britanniques.
À partir du 24 juillet 2012, Yesterday propose davantage de contenu axé sur le divertissement ainsi qu'un rafraîchissement du design, qui comprend un nouveau logo et des identifiants, afin d'attirer un public plus large et plus jeune, ainsi qu'un nouveau slogan, Entertainment Inspired By History. Par exemple, la chaîne diffuse plus de rediffusions de sitcoms, comme Last of the Summer Wine ou Butterflies.
Fin 2014, Yesterday commence à réduire lentement la quantité de comédies et de drames diffusés sur la chaîne et à se diversifier dans un contenu plus factuel, avec des ajouts notables, notamment l'histoire naturelle, la science et l'ingénierie, aux côtés de la programmation classique de l'histoire.
Le 8 décembre 2015, Yesterday est disponible sur Freesat avec deux de ses chaînes sœurs UKTV Drama et l'ancienne chaîne sœur, Really.
Le 16 juillet 2024, dû au changement de UKTV en "U" et le changement des chaines Dave, Drama et W en U&Dave, U&Drama et U&W, Yesterday a aussi changé en U&Yesterday.